# Marek Zarzycki
Marek Zarzycki, ps. „Zarzyk” (ur. 28 lipca 1947 w Warszawie, zm. 11 sierpnia 2019 tamże) – polski gitarzysta basowy, gitarzysta i wokalista rhythm and bluesowy i rockowy; perkusista soulowy, autor tekstów piosenek. Jeden z prekursorów warszawskiego big beatu.

## Życiorys
Absolwent Wydziału Prawa i Administracji Uniwersytetu Warszawskiego. Urodził się, wychował i młodość spędził w warszawskiej dzielnicy Mokotów, gdzie u zbiegu ulic Dąbrowskiego i Alei Niepodległości, w klubie harcerskim Sezam, jako nastolatek uczył się gry na gitarze basowej przez okres pięciu lat, będąc najpierw uczniem szkoły podstawowej, a następnie średniej, aż do matury. Jego nauczycielem był gitarzysta Jerzy Szczęśniak z którym grał na kontrabasie w swoim pierwszym zespole Relaks w klubie AWF Relax – od którego pochodzi nazwa grupy; a także na zabawach szkolnych, studniówkach i studenckich imprezach.
We wczesnych latach sześćdziesiątych uczestniczył w letnich obozach szkolnych na Helu, gdzie powstawały pierwsze zalążki warszawskiego big beatu. Tam też muzykował z wokalistą Dariuszem Pankowskim, gitarzystami: Lucjanem Mielcarkiem i Piotrem Raczewem oraz z basistą Pawłem Brodowskim. Do chórków przyłączali się: Roman Rafalski, Stanisław Lewikowski, Jerzy Zelnik i inni. Wraz z nimi brał także udział w tzw. fajfach w Domu Zdrojowym w Jastarni.
W początkach roku 1964, zafascynowany amerykańskim brzmieniem rock and rollowym z lat 50. i 60. (tacy wykonawcy jak: Chuck Berry, Jerry Lee Lewis, Fats Domino, Little Richard, a także brytyjskie zespoły gitarowe) i wyposażony w gitarę basową marki Jolana (był też jednym z dwóch wokalistów), założył wspólnie z J. Szczęśniakiem (śpiew, gitara prowadząca), rhythm and bluesową grupę Kawalerowie, którą wraz z nimi współtworzyli: Piotr Raczew (gitara rytmiczna) i Marek Rosiński (perkusja).
Zespół grywał głównie w studenckim klubie Centon, dwa razy w tygodniu uczestnicząc w tzw. fajfach. Występował również na studniówkach i balach maturalnych w warszawskich szkołach średnich oraz w klubie Relax. W latach 1965–1966 Kawalerowie nagrywali w popularnej radiowej Trójce, oraz na potrzeby najbardziej wówczas dostępnej dla big beatowców, emitowanej na falach radiowej Jedynki, młodzieżowej audycji Popołudnie z młodością, w okresie swojego istnienia doczekawszy się jedynie trzech płyt czwórek.
Zespół pozostawił po sobie kilka znaczących dla tamtej epoki przebojów, m.in.: To ty w moim mieście, Jeszcze nic nie wiem o tym, Piosenka o dziewczynach, Małgorzato jeśli chcesz, czy najpopularniejszy utwór grupy pt. Palcie tylko sporty. Nagrywał także z Michałem Hochmanem, w 1965 roku biorąc udział w rejestracji jego przeboju pt. Konik na biegunach.
Kawalerowie zaliczani są do najciekawszych i najpopularniejszych grup młodzieżowych drugiej połowy lat 60., co zdyskontowano po latach wydaniem dwóch kompaktów pt. „Gwiazdy Polskiego Big Beatu” (Polskie Nagrania „Muza”, 2014), zaś drugi, definitywny zbiór, zatytułowany Palcie tylko „Sporty”. Nagrania archiwalne z lat 1965–1966 (Kameleon Records, 2022) zawiera wszystkie nagrania radiowe zespołu.
Z końcem 1966 roku skorzystał z okazji wyjazdu do Londynu. Przerwał więc studia prawnicze i przez ponad pół roku pobytu w Anglii, zarobkował z myślą o kupnie gitary i sprzętu nagłaśniającego dla zespołu. Do kraju powrócił latem 1967 roku w momencie, gdy Kawalerów już nie było. Wznowił, więc przerwane studia i wszedł w skład zespołu Ryszarda Poznakowskiego (organy), który współtworzyli także: Marta Martelińska (śpiew), Wiktor Stroiński (eks-Dzikusy) (gitara i Krzysztof Lipczyński (perkusja).
Po udziale w tym epizodzie, grał na basie w grupie Pięciu, związanej z klubem studenckim Stodoła; zaś w 1968 roku spotyka się m.in. z Jerzym Szczęśniakiem i Piotrem Raczewem (tym razem w roli gitarzysty basowego) z Kawalerów w soulowej Grupie X w której jest perkusistą i jednym z wokalistów, a która miała swoje przytulisko w studenckim klubie Medyk w Warszawie.
Zespół miał w repertuarze m.in. utwory z rep. Otisa Reddinga, Wilsona Picketta, czy Jamesa Browna. Grupa X została nagrana podczas występu w swoim macierzystym klubie przez ekipę francuskich radiowców, lecz po dziś dzień to nagranie jest niedostępne dla polskich słuchaczy. W 1969 roku instrumentalista ponownie wyjeżdża do Londynu, lecz po powrocie do kraju, co miało miejsce jesienią tegoż roku, definitywnie zrywa z muzyką.
Pod koniec lat 70., emigruje do Stanów Zjednoczonych, gdzie dopiero po wielu latach wraca do działalności muzycznej, grając tym razem na gitarze prowadzącej, a także śpiewając, i do końca pobytu w USA, tzn. do późnej jesieni 1999 roku, występuje w nowojorskich i polonijnych klubach. Po powrocie do kraju gitarzysta stworzył duet z saksofonistą Zygmuntem Smogorzewskim z którym pod koniec lat 60. współpracował, grając z nim w zespołach Pięciu i Grupa X.
Obydwaj muzycy występowali pod nazwą Zarzyk & Zygmunt (vel Marek & Zygmunt), prezentując repertuar rock ’n’ rollowy i rhythm and bluesowy sprzed lat.
W dniu 29 sierpnia 2009 roku w kinie „Włókniarz” w Tomaszowie Mazowieckim, gitarzysta zagrał solowy mini recital z okazji obchodów „50-lecia Rock 'n' Rolla w Tomaszowie Maz.". Zaś 30 sierpnia 2009 r. wystąpił w tomaszowskiej Galerii Arkady w ramach pięćdziesiątego spotkania z cyklu „Herosi Rock 'n' Rolla”, i wracał tam jeszcze kilkakrotnie.
Dnia 24 października 2009 roku duet Zarzyk & Zygmunt przedstawił w Galerii Arkady (przy pełnej sali) program z największymi przebojami z lat 50. i 60. minionego wieku. Koncert, który okazał się wielkim wydarzeniem i po raz pierwszy w historii Tomaszowa Mazowieckiego był transmitowany na żywo, drogą satelitarną, zaś jego zapis ukazał się na płycie DVD.

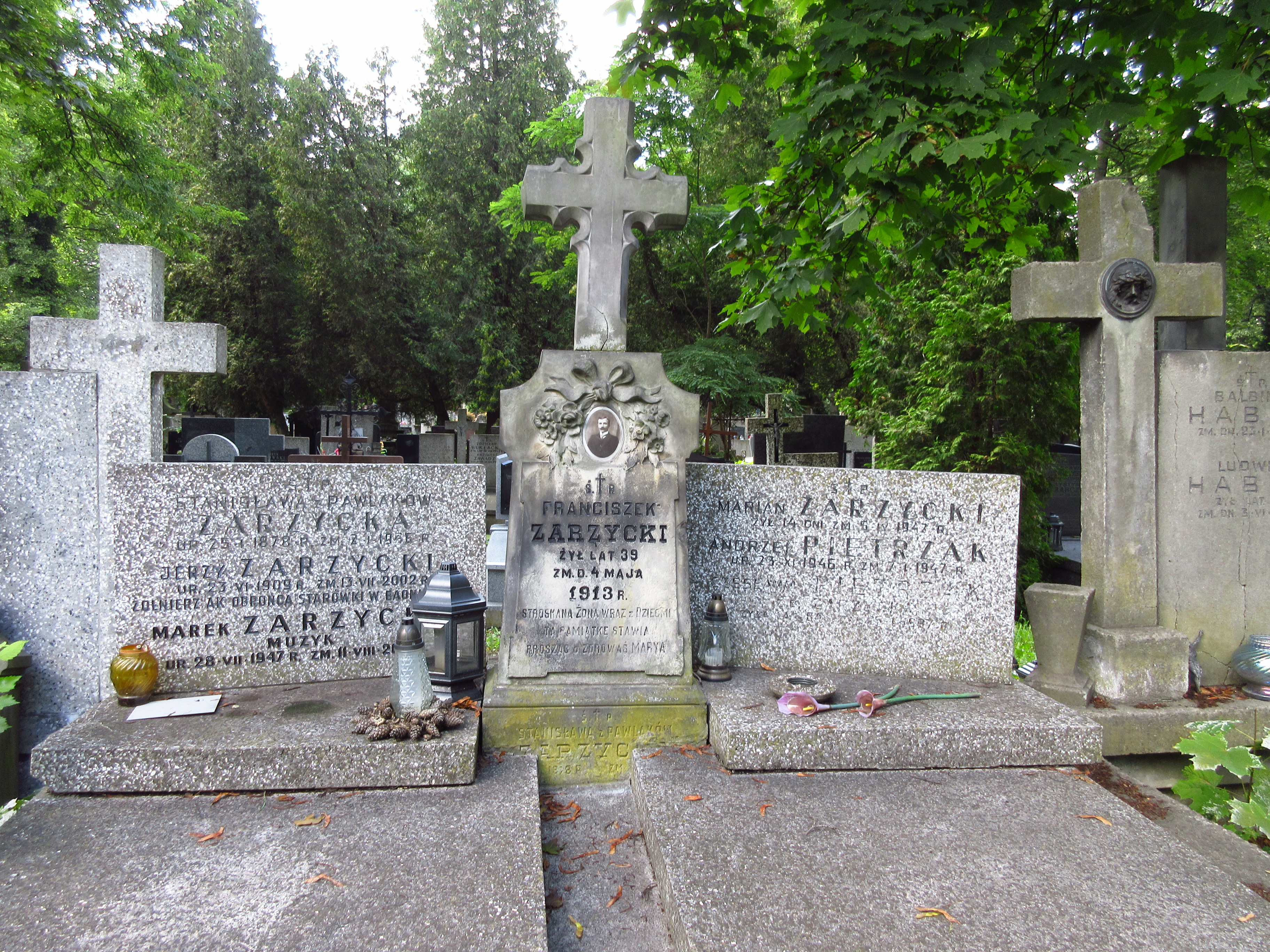
Grób Marka Zarzyckiego na Cmentarzu Bródnowskim.

5 marca 2011 roku dał recital solowy na scenie kina dawnego tomaszowskiego ZDK Włókniarz w ramach imprezy Spotkanie po latach. We wrześniu 2011 r. wziął udział w pikniku Wydziału Polityki Społecznej Urzędu Miasta, odbywającym się pod nazwą Lokalni niebanalni (plac przystani OSiR-u, Tomaszów Maz.), prezentując repertuar w stylu Country & Western (występ składał się z trzech części).
Na przełomie września i października tegoż roku odbyło się Spotkanie po latach Bis w Zakościelu podczas którego wystąpił raz jeszcze duet Zarzyk & Zygmunt. 18 stycznia 2013 roku były basista, wokalista i współlider Kawalerów był gościem w audycji Trójkowy Wehikuł Czasu, prowadzonej przez red. Jerzego Sosnowskiego w Programie III PR, gdzie opowiadał o swojej muzycznej przeszłości.
Zmarł 11 sierpnia 2019 roku w Warszawie. Miał 72 lata. Został pochowany dn. 27 sierpnia 2019 roku w grobowcu rodzinnym na Cmentarzu Bródnowskim (kwatera 15A-1-23).

## Dyskografia[5][8]

### Czwórki
- 11.1965: To ty w moim mieście (EP N-0426 Pronit)
- 08.1966: Palcie tylko „Sporty” (EP N-0437 Muza)
- 12.1966: Rytmy taneczne (EP N-0457 Pronit)

### Kompilacje
- 1966: Ryszard Lisiecki – Zielone oczy Anny / Kawalerowie – Kiedy dziewczyna mówi nie (SP, Pronit SP-142)
- 1967: 1000 Taktów Młodości (LP, Pronit XL-0370)
- 1991: Złote lata polskiego beatu 1966 vol.2 (LP, Muza SX-3050)
- 2009: Warszawski Rock and Roll lat 60. (CD, Muza PNCD-1262; LP, Muza SX-4009)
- 2014: Gwiazdy Polskiego Big Beatu (CD, Polskie Nagrania „Muza” PNCD-1595 – zbiór nagrań radiowych zespołu)
- 2022: Palcie tylko „Sporty”. Nagrania archiwalne z lat 1965–1966 (CD, Kameleon Records KAMCD 102 – kompletny zbiór nagrań radiowych zespołu)

### Nagrania radiowe
Zespół nagrywał w Programie III PR i Programu I PR (Popołudnie z młodością)
- 11.1965: Gwiazdy (voc. M. Zarzycki), Uderzaj w mig (voc. W. Czerwiński), Kochaj mnie (voc. J. Szczęśniak), Kiedy dziewczyna mówi nie (voc. S. Czerkan i W. Czerwiński), Od dzisiaj znów zacznijmy marzyć (voc. M. Zarzycki i J. Szczęśniak), Beczka (voc. M. Zarzycki i J. Szczęśniak), Nie mam nikogo (voc. D. Lerska), To ty w moim mieście (voc. M. Zarzycki i J. Szczęśniak), Ej, stary [i Ain't Got You] (voc. M. Zarzycki i J. Szczęśniak), Małgorzato, jeśli chcesz (voc. M. Zarzycki), Nie wiem gdzie cię szukać (voc. M. Zarzycki i J. Szczęśniak), Konik na biegunach (voc. M. Hochman);

- 1966: 21-szy raz, Palcie tylko „Sporty” (voc. M. Zarzycki), Piosenka o dziewczynach (voc. M. Zarzycki i J. Szczęśniak), Nigdy już nie wołaj mnie (voc. M. Zarzycki i J. Szczęśniak), Kochaj mnie [The Right Time] (voc. M. Zarzycki i J. Szczęśniak), Jeszcze nie wiem nic o tobie (voc. J. Szczęśniak), Ja wiem co to znaczy (voc. J. Szczęśniak), Serce w dłoni (voc. J. Szczęśniak), Czemu chodzisz z głową w niebie (voc. M. Zarzycki i J. Szczęśniak).